# Greif farkasfalka
A második Greif farkasfalka a Kriegsmarine tengeralattjárókból álló második világháborús támadóegysége volt, amely összehangoltan tevékenykedett 1942. május 1. és 1942. május 29. között az Atlanti-óceán északi részén, a Spitzbergák és Skandinávia között. A Greif (Griff) farkasfalka hat búvárhajóból állt, amelyek egy hajót (6191 brt) süllyesztettek el.  A tengeralattjárók nem szenvedtek veszteséget.

## A farkasfalka tengeralattjárói
| A hajó száma | Parancsnoka           | Részvétel kezdete | Részvétel vége  |
| ------------ | --------------------- | ----------------- | --------------- |
| U–209        | Heinrich Brodda       | 1942. május 16.   | 1942. május 29. |
| U–436        | Günther Seibicke      | 1942. május 14.   | 1942. május 26. |
| U–586        | Dietrich von der Esch | 1942. május 14.   | 1942. május 29. |
| U–589        | Hans-Joachim Horrer   | 1942. május 16.   | 1942. május 29. |
| U–591        | Hans-Jürgen Zetzsche  | 1942. május 14.   | 1942. május 29. |
| U–703        | Heinz Bielfeld        | 1942. május 16.   | 1942. május 29. |

## Elsüllyesztett hajó
| Dátum           | A búvárhajó száma | A hajó neve | Nemzetisége      | Vízkiszorítása | Konvoj |
| --------------- | ----------------- | ----------- | ---------------- | -------------- | ------ |
| 1942. május 26. | U–703             | Syros       | Egyesült Államok | 6191           | PQ–16  |